# Pylaemenes moluccanus
Pylaemenes moluccanus är en insektsart som först beskrevs av Ludwig Redtenbacher 1906.  Pylaemenes moluccanus ingår i släktet Pylaemenes och familjen Heteropterygidae. Inga underarter finns listade i Catalogue of Life.